# Порто (вино)
Вижте пояснителната страница за други значения на Порто.
Порто или портвайн (от немски: Portwein – вино от Порто) е португалско ликьорно (подсилено) вино с тъмнозлатист цвят, което се произвежда в Североизточна Португалия, в долината на река Дуро.

## Сортове грозде
Основно се правят червени вина порто, но се произвеждат и бели. Червените се правят от сортовете Турига Насионал, Турига Франка, Тинта Рориз, Тинта Барока и Тинта Као, а белите – от Малвазия, Серсиал, Рабигато, Вердельо и Вьосиньо.

## Технология
Когато по време на ферментацията мъстта достигне алкохолни нива от порядъка на 6 – 9%, тогава се добавя 77%-ов неутрален алкохол в съотношение 1 част алкохол към 4 части вино. Алкохолът убива винените дрожди и с това ферментацията спира. Получените вина са с алкохолно съдържание 18 – 20% и остатъчна захар около 10%.

## Категории
Вината Порто се подразделят в четири главни категории: Vintage (Винтидж), Ruby (Руби, в превод рубинен), Tawny (Тауни) и White (уайт, в превод бял).

## Производители
Най-старите португалски компании, произвеждащи вина порто, са: C.N. Kopke (1638); Warre (1670); Croft (1678); Quarles Harris (1680); Taylor Fladgate (1692); Morgan Brothers (1715); Offley Forrester (1737); J.W. Burmester (1750); A.A. Ferreira (1751); Smith Woodhouse (1784).
В днешни времена водещите производители на порто в Португалия са компаниите: Sandeman; W. & J. Graham; Calem; Cockburn; Croft; Dow; Offley; Taylor; C.N. Kopke.